# 黄土矿镇
黄土矿乡，是中华人民共和国湖南省邵陽市绥宁县下辖的一个乡镇级行政单位。

## 行政区划
黄土矿乡下辖以下地区：
同乐村、唐家村、桐溪村、源头村、小安村、半岭村、石溪村、板岭村、大安源村、中源村、牛栏冲村、大湾村、自然村和团丰村。